# Sije Visser
Sije Visser (Menaldum, 27 augustus 1950) is een Nederlands oud-voetballer en sportbestuurder
Visser begon zijn loopbaan als linker verdediger bij Hermes DVS waar hij tot 1971 als semi-prof speelde. Hierna werd hij volwaardig profvoetballer bij N.E.C. en voor deze club zou hij tot 1986 bijna 500 wedstrijden spelen. Hierop beëindigde hij zijn spelersloopbaan en werd hij bestuurslid technische zaken bij N.E.C.. Dat is niet direct een succes en in september 1986 werd hij voorzitter van de scoutingcommissie bij de club. In 1992 keerde hij weer terug als bestuurslid. Medio 2014 legde hij de technische portefeuille binnen de Raad van Commissarissen neer.  Hiernaast was hij werkzaam als belastingadviseur.

## Carrièrestatistieken
| Seizoen         | Club            | Land            | Competitie      | Competitie | Competitie | Beker | Beker | Internationaal | Internationaal | Overig | Overig | Totaal | Totaal |
| Seizoen         | Club            | Land            | Competitie      | Wed.       | Dlp.       | Wed.  | Dlp.  | Wed.           | Dlp.           | Wed.   | Dlp.   | Wed.   | Dlp.   |
| --------------- | --------------- | --------------- | --------------- | ---------- | ---------- | ----- | ----- | -------------- | -------------- | ------ | ------ | ------ | ------ |
| 1967/68         | Hermes DVS      | Nederland       | Tweede divisie  | –          | 0          | –     | 0     | 0              | 0              | 0      | 0      | –      | 0      |
| 1968/69         | Hermes DVS      | Nederland       | Tweede divisie  | –          | 0          | –     | 0     | 0              | 0              | 0      | 0      | –      | 0      |
| 1969/70         | Hermes DVS      | Nederland       | Tweede divisie  | –          | 0          | –     | 0     | 0              | 0              | 0      | 0      | –      | 0      |
| 1970/71         | Hermes DVS      | Nederland       | Tweede divisie  | –          | 3          | 1     | 0     | 0              | 0              | 0      | 0      | –      | 3      |
| 1971/72         | N.E.C.          | Nederland       | Eredivisie      | 22         | 1          | 2     | 0     | 0              | 0              | 0      | 0      | 24     | 1      |
| 1972/73         | N.E.C.          | Nederland       | Eredivisie      | 34         | 0          | 5     | 0     | 0              | 0              | 0      | 0      | 39     | 0      |
| 1973/74         | N.E.C.          | Nederland       | Eredivisie      | 24         | 1          | 1     | 0     | 0              | 0              | 0      | 0      | 25     | 1      |
| 1974/75         | N.E.C.          | Nederland       | Eerste divisie  | 34         | 0          | 0     | 0     | 0              | 0              | 0      | 0      | 34     | 0      |
| 1975/76         | N.E.C.          | Nederland       | Eredivisie      | 32         | 1          | 1     | 0     | 0              | 0              | 0      | 0      | 33     | 1      |
| 1976/77         | N.E.C.          | Nederland       | Eredivisie      | 32         | 2          | 1     | 0     | 0              | 0              | 0      | 0      | 33     | 2      |
| 1977/78         | N.E.C.          | Nederland       | Eredivisie      | 30         | 1          | 1     | 0     | 0              | 0              | 0      | 0      | 31     | 1      |
| 1978/79         | N.E.C.          | Nederland       | Eredivisie      | 32         | 2          | 1     | 0     | 0              | 0              | 0      | 0      | 33     | 2      |
| 1979/80         | N.E.C.          | Nederland       | Eredivisie      | 31         | 0          | 1     | 0     | 0              | 0              | 0      | 0      | 32     | 0      |
| 1980/81         | N.E.C.          | Nederland       | Eredivisie      | 18         | 3          | 1     | 0     | 0              | 0              | 0      | 0      | 19     | 3      |
| 1981/82         | N.E.C.          | Nederland       | Eredivisie      | 30         | 0          | 3     | 0     | 0              | 0              | 0      | 0      | 33     | 0      |
| 1982/83         | N.E.C.          | Nederland       | Eredivisie      | 25         | 2          | 6     | 0     | 0              | 0              | 0      | 0      | 31     | 2      |
| 1983/84         | N.E.C.          | Nederland       | Eerste divisie  | 29         | 5          | 5     | 0     | 4              | 0              | 6      | 0      | 44     | 5      |
| 1984/85         | N.E.C.          | Nederland       | Eerste divisie  | 34         | 2          | 1     | 0     | 0              | 0              | 6      | 0      | 41     | 2      |
| 1985/86         | N.E.C.          | Nederland       | Eredivisie      | 33         | 1          | 5     | 0     | 0              | 0              | 0      | 0      | 38     | 1      |
| Carrière totaal | Carrière totaal | Carrière totaal | Carrière totaal | –          | 24         | –     | 0     | 4              | 0              | 12     | 0      | –      | 24     |

## Erelijst
N.E.C.
| Nationaal      |    |         |
| Eerste divisie | 1x | 1974/75 |